# Borovik (Drenje)
Borovik je naselje u Hrvatskoj, u Osječko-baranjskoj županiji, a nalazi se u sastavu općine Drenje.

## Zemljopisni položaj
Borovik se nalazi na 134 metara nadmorske visine na jugoistočnim obroncima Krndije, nedaleko od jezera Borovik. Selo se nalazi na županijskoj cesti ŽC 4118. Istočno od Borovika leže općinsko središte Drenje i Slatinik Drenjski, jugoistočno je Mandićevac, a sjeverno Podgorje Bračevačko, dok je sjevernoistočno Bučje Gorjansko. Jugozapadno se nalazi naselje Paučje koje je u sastavu općine Levanjska Varoš. 

## O naselju
Prema svjedočenju izravnih sudionika, tokom Drugog svjetskog rata, srpsko je stanovništvo sela u cijelosti iseljeno i sprovedeno u logore Jasenovac i Stara Gradiška. Sličnu su sudbinu doživjela i obližnja sela Veliko Nabrđe, Paučje i Čenkovo. Prema svjedočanstvima bivših logoraša, što podupire i popis stanovništva, nitko se od bivših stanovnika u selo nakon rata nije vratio. Podaci Spomen područja Jasenovac pokazuju da je utvrđen identitet 81 osobe porijeklom iz Borovika stradale u ustaškim logorima.
Središnji je dio sela 1978. godine iseljen radi izgradnje akumulacijskog jezera Borovik.

## Stanovništvo
| broj stanovnika | 103   | 144   | 109   | 105   | 115   | 141   | 138   | 160   |       | 56    | 66    | 39    | 9     | 1     | 4     | 6     | 1     |
|                 | 1857. | 1869. | 1880. | 1890. | 1900. | 1910. | 1921. | 1931. | 1948. | 1953. | 1961. | 1971. | 1981. | 1991. | 2001. | 2011. | 2021. |

## Poveznica
- Borovik (jezero)

|  | Portal Hrvatske – Pristup člancima s tematikom o Hrvatskoj. |